# Miguel di Braganza
Principe Miguel di Braganza, Duca di Viseu (in portoghese: Príncipe Miguel de Bragança, Duque de Viseu), (Reichenau an der Rax, 22 settembre 1878 – New York, 21 febbraio 1923) era un membro del ramo in esilio della Casa di Braganza.
Figlio primogenito di Michele di Braganza, pretendente al trono del Portogallo, sposò un'ereditiera americana nel 1909 e nel 1920 rinunciò ai suoi diritti al trono.

## Biografia
Miguel nacque a Reichenau an der Rax, in Austria-Ungheria. Era il figlio e l'erede di Michele, pretendente al trono portoghese, duca di Braganza e della sua prima moglie, la principessa Elisabetta di Thurn und Taxis. Il nonno di Miguel era il capo del ramo non regnante della Casa Reale portoghese che era stato esiliato dal Portogallo. L'esilio fu il risultato della legge portoghese del bando del 1834 e della costituzione del 1838, che fu applicato in quanto nel 1828 il nonno Michele usurpò il trono del Portogallo alla nipote, la regina Maria II. Suo nonno ha regnato come re fino al 1834 quando il regno di Maria II fu restaurato.
Come suo padre, Miguel seguì una carriera nell'esercito e servì nel reggimento di cavalleria sassone. Il 16 settembre 1900, in seguito a un incidente dove perse la vita il principe Alberto di Sassonia, figlio del principe ereditario Giorgio e nipote del re Alberto I, fu costretto a rinunciare al suo incarico nell'esercito e lasciare il paese.
Un anno dopo provocò ancora più polemiche la scoperta che, mentre il re Carlo I del Portogallo era in visita nel Regno Unito, Miguel era entrato in Portogallo con l'obiettivo di suscitare una rivolta contro il re. Dopo questa scoperta, divenne un reietto della società.

## Matrimonio

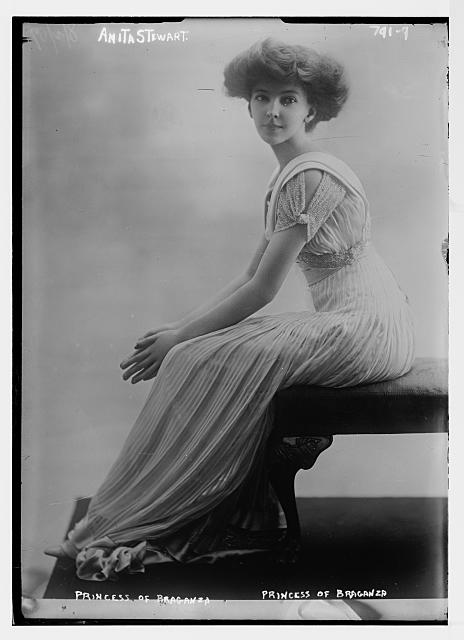
Anita Stewart, principessa di Braganza.

Il 9 luglio 1909 si fidanzò con l'ereditiera americana, Anita Stewart. Anita era la figlia di William Rhinelander Stewart e Annie Armstrong. Dopo che i suoi genitori divorziarono, nel mese di agosto 1906, sua madre sposò il miliardario James Henry Smith.
Miguel e Anita si sono sposati a Tulloch Castle vicino a Dingwall in Scozia, il 15 settembre 1909. Questo fu il primo matrimonio tra reali in Scozia fin dai tempi degli Stuart. Poco prima del matrimonio Anita era stata creata principessa di Braganza dall'imperatore d'Austria Francesco Giuseppe. Dopo il suo matrimonio, Miguel fu in grado di mantenere il suo posto nella linea di successione al trono portoghese dal momento che i matrimoni morganatici non esistevano nella legislazione portoghese.
Dal loro matrimonio, Miguel e sua moglie ebbero tre figli:
- Nadejda di Braganza (28 giugno 1910 - 13 giugno 1946), sposò in prime nozze nel 1930 Wlodzimierz Dorozynski con il quale ebbe un figlio prima di divorziare nel 1932. È stata sposata in seconde nozze, a Londra, il 29 gennaio 1942 con René Millet. Morì dopo una caduta che fu poi giudicata un suicidio.
- Giovanni di Braganza (7 settembre 1912 - 12 marzo 1991), si laureò ad Harvard e prese servizio nella Marina degli Stati Uniti durante la seconda guerra mondiale, per poi diventare vice presidente e tesoriere della Società Immobiliare Rhinelander. Fu sposato in prime nozze, a New York, il 21 maggio 1948 con Winifred Dodge Seyburn con il quale ebbe un figlio prima di divorziare nel 1953. Sposò, in seconde nozze, il 15 maggio 1971, Katherine King.
- Michele di Braganza (8 febbraio 1915 - 7 febbraio 1996), ha lavorato come pilota civile, e ha sposato, a Miami il 18 novembre 1946, Anne Hughson con la quale ha avuto due figlie.

## Ultimi anni e morte
Dopo il suo matrimonio a Miguel fu concesso il titolo di duca di Viseu dal padre, anche se il re in carica, Manuele II, non lo riconobbe ed è questo che lo portò esso stesso. Poco dopo il suo matrimonio, Miguel affrontò un'azione legale da parte di un sindacato che gli aveva prestato dei soldi qualche anno prima del suo matrimonio, quando era in difficoltà finanziarie. Dopo aver promesso di pagare al sindacato un quinto della dote ottenuta dalle nozze, in seguito cercò di ripagare solo quello che aveva inizialmente preso in prestito. Anche se pagò la maggior parte dei suoi creditori, dopo il suo matrimonio una parte di loro fece causa e sequestrò i suoi mobili e altri oggetti che furono venduti in una casa d'aste.
Dopo la guerra, il 21 luglio 1920 Miguel rinunciò per sé e per i suoi discendenti ai suoi diritti di successione al trono portoghese. Suo padre rinunciò ai suoi diritti dieci giorni dopo in favore del proprio figlio di secondo letto Duarte Nuno.
Il principe Miguel, in seguito si trasferì a New York, dove visse vendendo assicurazioni sulla vita prima di morire di polmonite in seguito ad un attacco di influenza.

## Titoli
- Sua Altezza Reale il Principe Miguel di Braganza, Infante del Portogallo
- Sua Altezza Reale il Duca di Viseu

## Ascendenza
|                                                              |                                       |                                                                  | Genitori                                       |  |  | Nonni |  |  | Bisnonni                   |  |  | Trisnonni                 |  |
|                                                              |                                       |                                                                  |                                                |  |  |       |  |  | Giovanni VI del Portogallo |  |  | Pietro III del Portogallo |  |
|                                                              |                                       |                                                                  |                                                |  |  |       |  |  | Giovanni VI del Portogallo |  |  | Pietro III del Portogallo |  |
|                                                              |                                       | Maria I del Portogallo                                           |                                                |  |  |       |  |  | Giovanni VI del Portogallo |  |  |                           |  |
| Michele I del Portogallo                                     |                                       |                                                                  |                                                |  |  |       |  |  | Giovanni VI del Portogallo |  |  |                           |  |
|                                                              |                                       | Infanta Carlotta Gioacchina di Spagna                            | Carlo IV di Spagna                             |  |  |       |  |  |                            |  |  |                           |  |
|                                                              |                                       | Infanta Carlotta Gioacchina di Spagna                            | Carlo IV di Spagna                             |  |  |       |  |  |                            |  |  |                           |  |
|                                                              |                                       | Infanta Carlotta Gioacchina di Spagna                            | Maria Luisa di Parma                           |  |  |       |  |  |                            |  |  |                           |  |
| Miguel, Duca di Braganza                                     |                                       | Infanta Carlotta Gioacchina di Spagna                            |                                                |  |  |       |  |  |                            |  |  |                           |  |
|                                                              |                                       | Costantino, Principe Ereditario di Löwenstein-Wertheim-Rosenberg | Carlo Tommaso di Löwenstein-Wertheim-Rosenberg |  |  |       |  |  |                            |  |  |                           |  |
|                                                              |                                       | Costantino, Principe Ereditario di Löwenstein-Wertheim-Rosenberg | Carlo Tommaso di Löwenstein-Wertheim-Rosenberg |  |  |       |  |  |                            |  |  |                           |  |
|                                                              |                                       | Costantino, Principe Ereditario di Löwenstein-Wertheim-Rosenberg | Sofia di Windisch-Grätz                        |  |  |       |  |  |                            |  |  |                           |  |
| Adelaide di Löwenstein-Wertheim-Rosenberg                    |                                       | Costantino, Principe Ereditario di Löwenstein-Wertheim-Rosenberg |                                                |  |  |       |  |  |                            |  |  |                           |  |
|                                                              |                                       | Agnese di Hohenlohe-Langenburg                                   | Carlo Ludovico I di Hohenlohe-Langenburg       |  |  |       |  |  |                            |  |  |                           |  |
|                                                              |                                       | Agnese di Hohenlohe-Langenburg                                   | Carlo Ludovico I di Hohenlohe-Langenburg       |  |  |       |  |  |                            |  |  |                           |  |
|                                                              |                                       | Agnese di Hohenlohe-Langenburg                                   | Amalia Enrichetta di Solms-Baruth              |  |  |       |  |  |                            |  |  |                           |  |
| Principe Miguel, Duca di Viseu                               |                                       | Agnese di Hohenlohe-Langenburg                                   |                                                |  |  |       |  |  |                            |  |  |                           |  |
|                                                              | Massimiliano Carlo di Thurn und Taxis | Carlo Alessandro di Thurn und Taxis                              |                                                |  |  |       |  |  |                            |  |  |                           |  |
|                                                              | Massimiliano Carlo di Thurn und Taxis | Carlo Alessandro di Thurn und Taxis                              |                                                |  |  |       |  |  |                            |  |  |                           |  |
|                                                              | Massimiliano Carlo di Thurn und Taxis | Teresa di Meclemburgo-Strelitz                                   |                                                |  |  |       |  |  |                            |  |  |                           |  |
| Massimiliano Antonio, Principe Ereditario di Thurn und Taxis | Massimiliano Carlo di Thurn und Taxis |                                                                  |                                                |  |  |       |  |  |                            |  |  |                           |  |
|                                                              |                                       | Baronessa Guglielmina di Dörnberg                                | Ernesto di Dörnberg                            |  |  |       |  |  |                            |  |  |                           |  |
|                                                              |                                       | Baronessa Guglielmina di Dörnberg                                | Ernesto di Dörnberg                            |  |  |       |  |  |                            |  |  |                           |  |
|                                                              |                                       | Baronessa Guglielmina di Dörnberg                                | Wilhelmine Henriette Maximiliane von Glauburg  |  |  |       |  |  |                            |  |  |                           |  |
| Elisabetta di Thurn und Taxis                                |                                       | Baronessa Guglielmina di Dörnberg                                |                                                |  |  |       |  |  |                            |  |  |                           |  |
|                                                              |                                       | Massimiliano Giuseppe in Baviera                                 | Pio Augusto in Baviera                         |  |  |       |  |  |                            |  |  |                           |  |
|                                                              |                                       | Massimiliano Giuseppe in Baviera                                 | Pio Augusto in Baviera                         |  |  |       |  |  |                            |  |  |                           |  |
|                                                              |                                       | Massimiliano Giuseppe in Baviera                                 | Amalia Luisa di Arenberg                       |  |  |       |  |  |                            |  |  |                           |  |
| Elena di Baviera                                             |                                       | Massimiliano Giuseppe in Baviera                                 |                                                |  |  |       |  |  |                            |  |  |                           |  |
|                                                              |                                       | Ludovica di Baviera                                              | Massimiliano I Giuseppe di Baviera             |  |  |       |  |  |                            |  |  |                           |  |
|                                                              |                                       | Ludovica di Baviera                                              | Massimiliano I Giuseppe di Baviera             |  |  |       |  |  |                            |  |  |                           |  |
|                                                              |                                       | Ludovica di Baviera                                              | Carolina di Baden                              |  |  |       |  |  |                            |  |  |                           |  |
|                                                              |                                       | Ludovica di Baviera                                              |                                                |  |  |       |  |  |                            |  |  |                           |  |